# Metro Públic de Tòquio

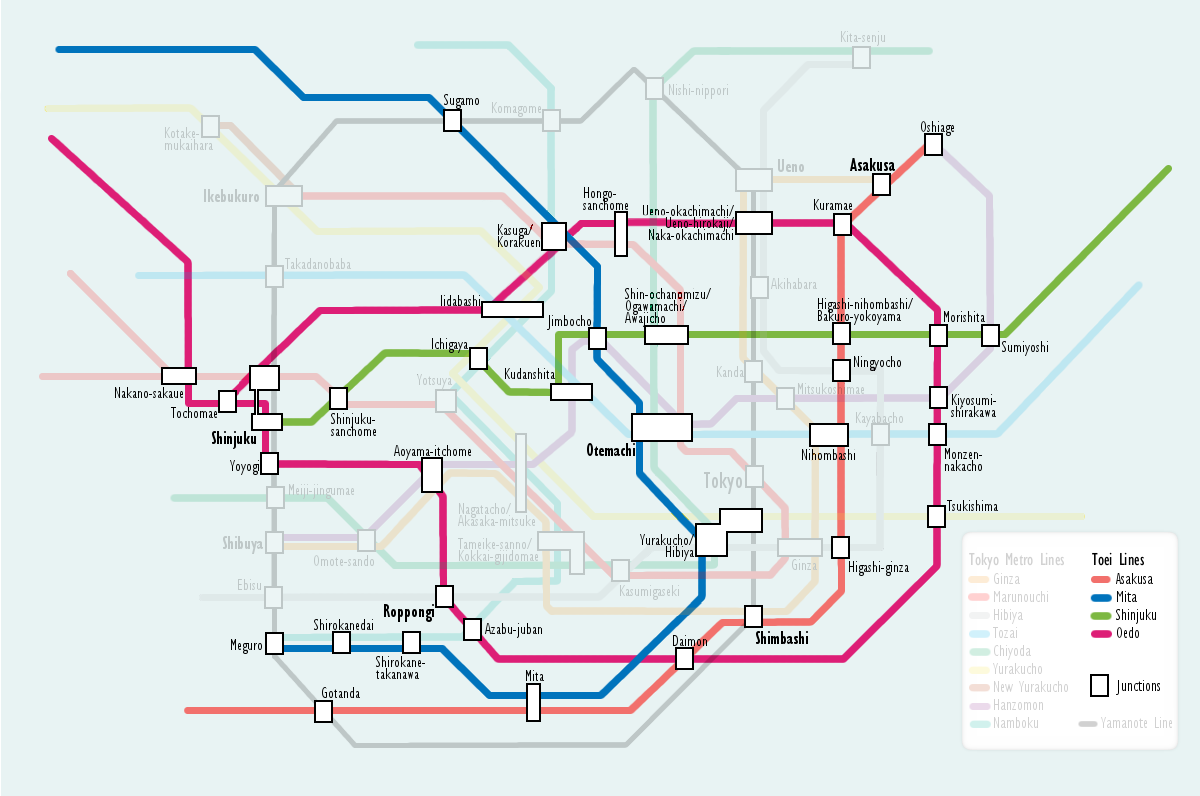
Mapa de la xarxa TOEI

El Metro Públic de Tòquio (都営地下鉄, Toei chikatetsu), també conegut com a Metro Toei és un dels dos sistemes de ferrocarril metropolità de Tòquio, sent l'altre Tokyo Metro. El Metro Toei era originàriament propietat de l'Autoritat de Trànsit Ràpid Teito (predecessora de Tokyo Metro), però fou construït pel Govern Metropolità de Tòquio qui assolí les licències de cada línia. La xarxa ha patit pèrdues econòmiques durant gran part de la seua història, en part pels alts costos de construcció, en especial la línia Ōedo, però va tindre els primers beneficis durant l'any fiscal 2006. El Metro Toei està operat pel Departament Metropolità de Transport de Tòquio (TOEI).
Tokyo Metro i el Metro Toei formen dues xarxes completament diferenciades. A diferència dels usuaris amb abonaments especials de transport que poden utilitzar les dues xarxes de manera idèntica, els usuaris amb bitllets normals han de comprar un bitllet de cada xarxa si volen utilitzar les dues. Les úniques excepcions a aquest fet es troben a la línia Mita entre les estacions de Meguro i Shirokane-Takanawa, on les andanes són compartides amb la línia Nanboku de Tokyo Metro i a l'estació de Kudanshita de la línia Shinjuku, on l'andanta també es compartida amb la línia Hanzōmon de Tokyo Metro. En aquestes estacions és possible canviar de xarxa sense haver de passar pel torniquet d'accés.

## Imatge corporativa
A més del seu propi logotip, una estilització d'una fulla de ginkgo que també és utilitzada com a símbol del Govern Metropolità de Tòquio, el Metro Toei comparteix una imatge corporativa comuna amb Tokyo Metro. Les línies són representades mitjançant una lletra en futura bold sobre un fons blanc i dins d'un cercle amb el color de la línia, amb signes indicant les estacions afegint també el número d'estació. Els colors i inicials de les línies són complementàris amb els de Tokyo Metro i no entren en conflicte (per exemple, la línia Mita té la lletra "I", ja que la línia Marunouchi en té la "M"). Els senyals d'informació també han estat dissenyats de manera idèntica.

## Línies
El Metro Toei té quatre línies amb un total de 109 quilòmetres de vies.
| Color i icona | Color i icona | No.    | Nom            | Nom original | Inaugurada | Darrera extensió | Llargaria | Estacions |
| ------------- | ------------- | ------ | -------------- | ------------ | ---------- | ---------------- | --------- | --------- |
| Rosa          |               | A      | Línia Asakusa  | 浅草線       | 1960       |                  | 18,3 km   | 20        |
| Blau          |               | I      | Línia Mita     | 三田線       | 1968       |                  | 26,5 km   | 27        |
| Verd          |               | S      | Línia Shinjuku | 新宿線       | 1978       |                  | 23,5 km   | 21        |
| Porpra        |               | E      | Línia Ōedo     | 大江戸線     | 1991       |                  | 40,7 km   | 38        |
| Total:        | Total:        | Total: | Total:         | Total:       | Total:     | Total:           | 109 km    | 106       |

## Material rodant

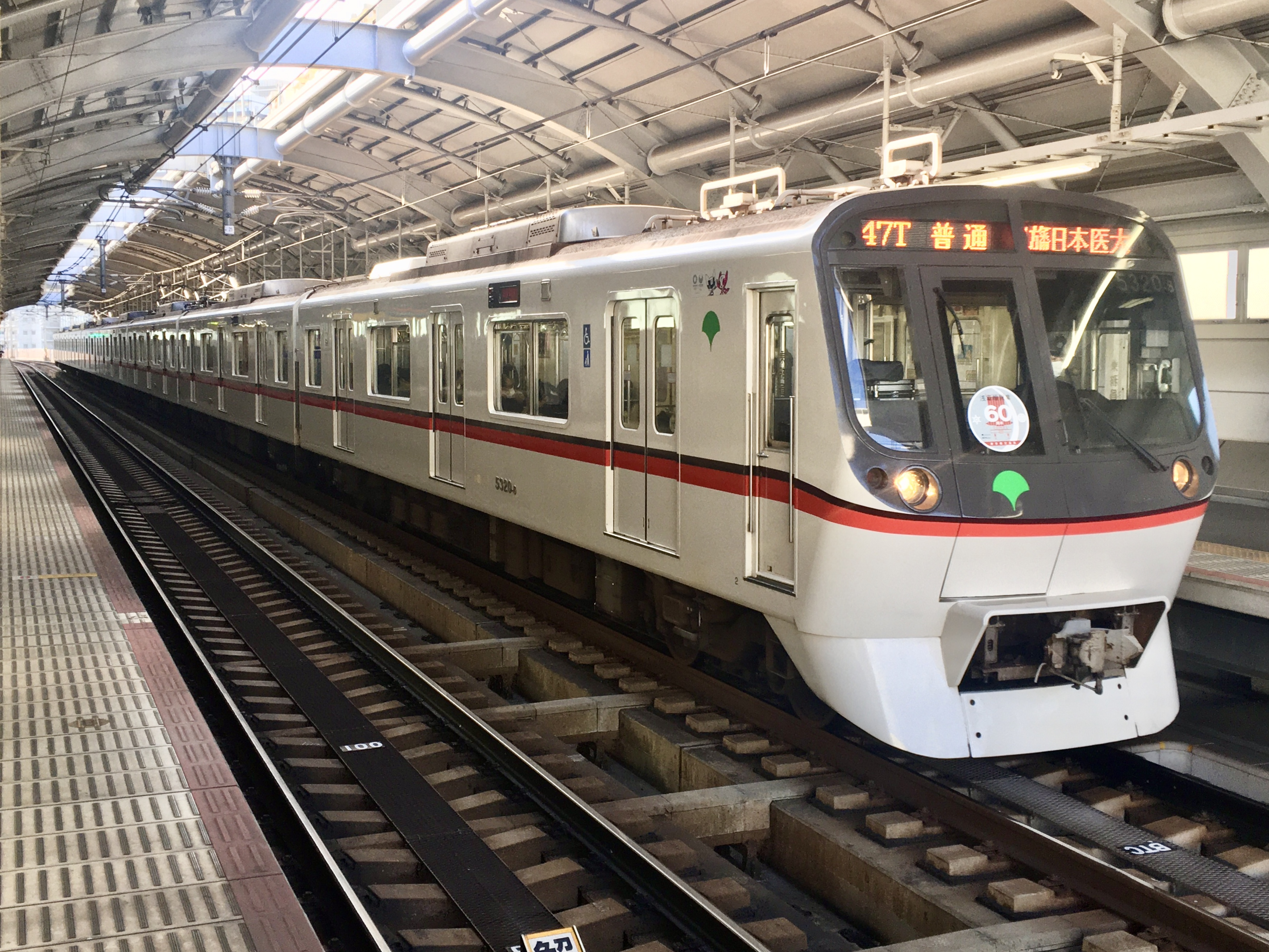
Sèrie 5300 (1991)
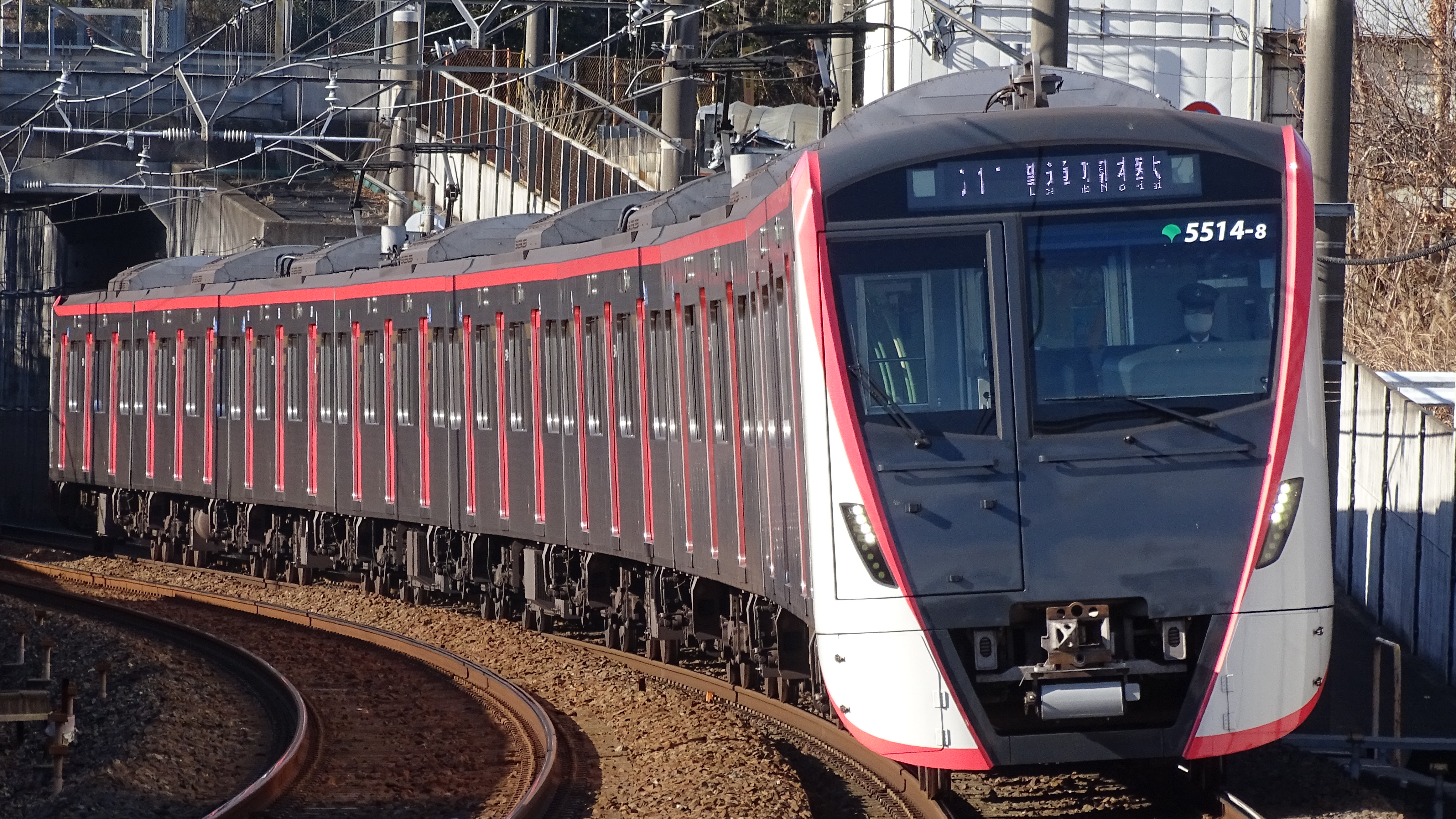
Sèrie 5500 (2018)
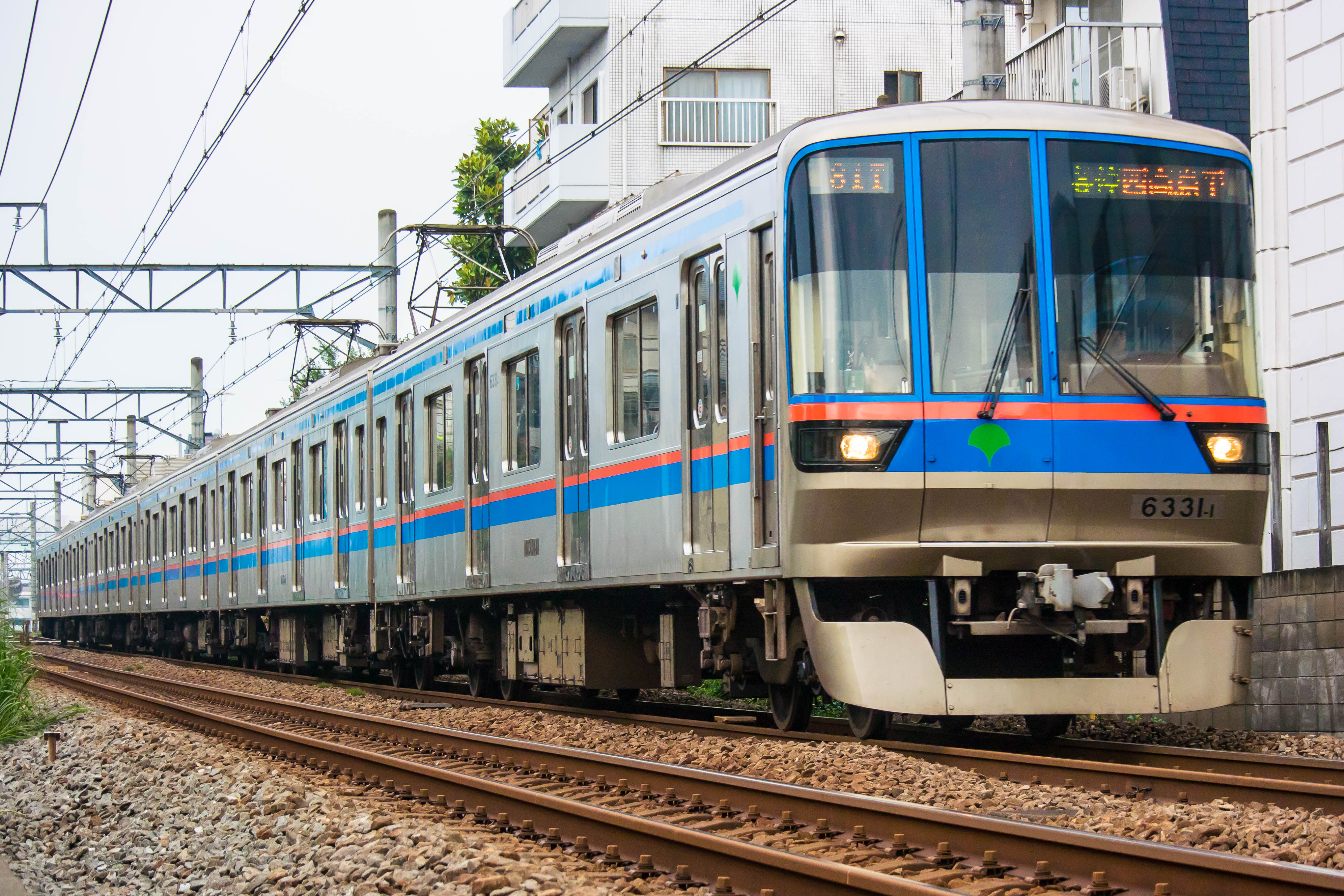
Sèrie 6300 (1993)
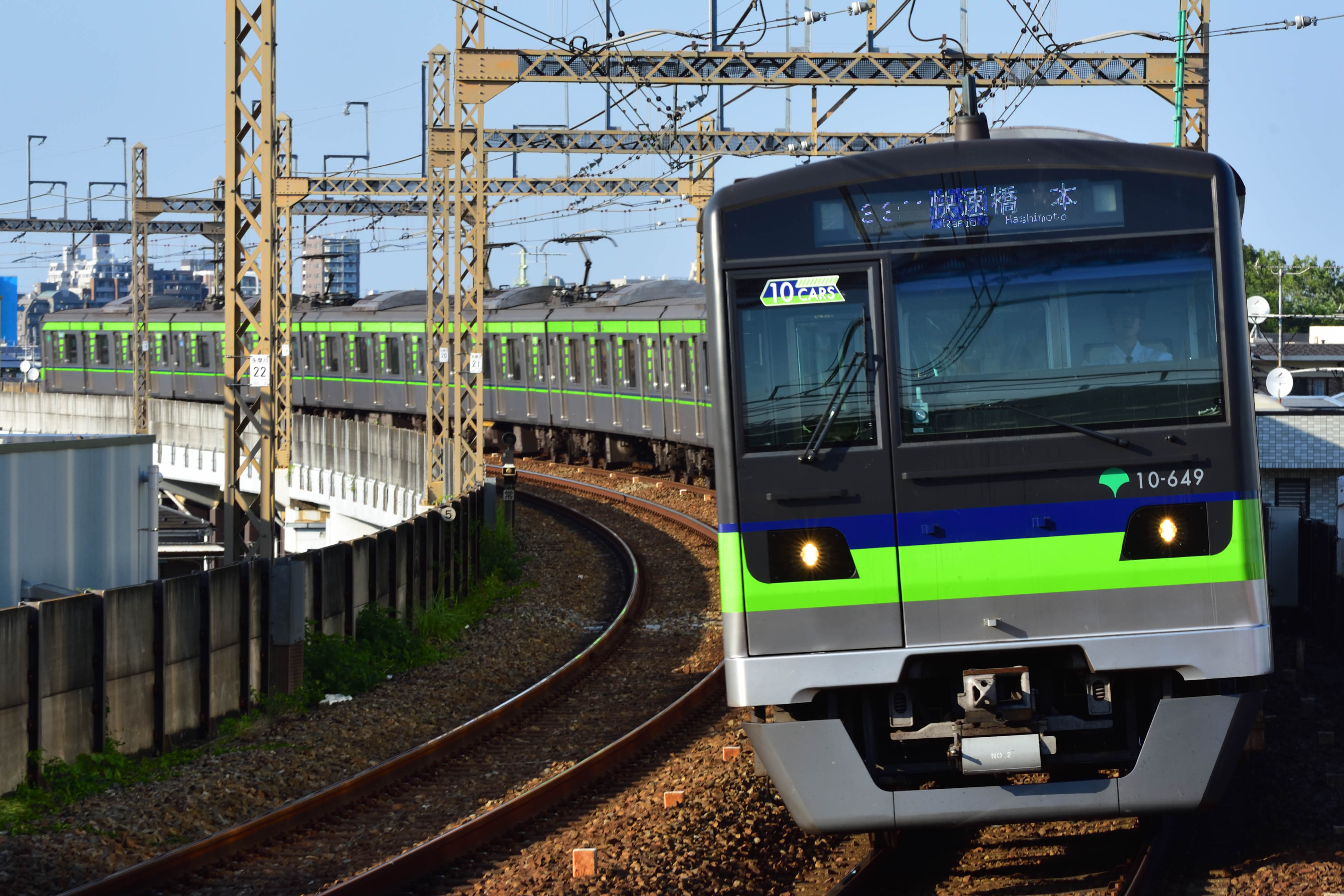
Sèrie 10-300 (2005)
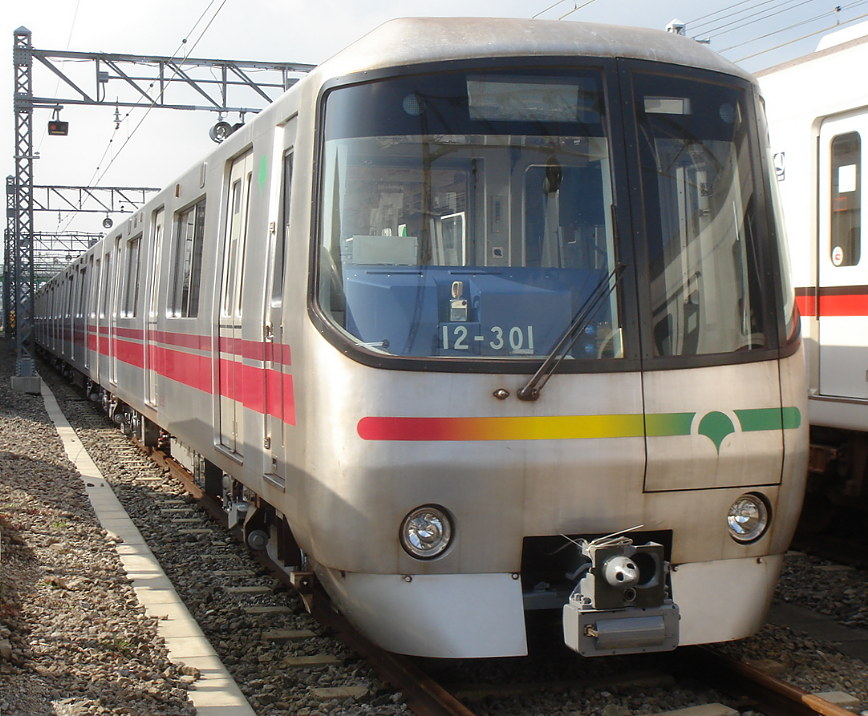
Sèrie 12-000 (1991)
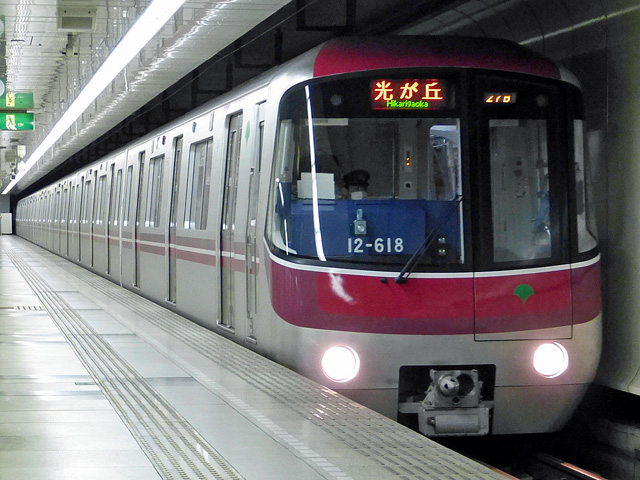
Sèrie 12-600 (2011)